# 第八街-紐約大學車站
第八街-紐約大學車站（英語：Eighth Street–New York University station）是紐約地鐵BMT百老匯線的一個慢車地鐵站，位於曼哈頓格林尼治村第8街與百老匯交界，設有R線（任何時候停站（深夜除外））、W線（僅平日停站）、N線（僅深夜及週末停站）與Q線（僅深夜停站）列車服務。此站是百老匯線距離紐約大學最近的車站。

## 車站結構
| G        | 街道層   | 出入口 |
| P 月台層 | 側式月台 | 側式月台 |
| P 月台層 | 北行慢車 | ← 往森林小丘-71大道 (14街-聯合廣場) ← 平日往阿斯托利亞-迪特馬斯林蔭路 (14街-聯合廣場) ← 深夜及週末時往阿斯托利亞-迪特馬斯林蔭路 (14街-聯合廣場) ← 深夜時往96街 (14街-聯合廣場) |
| P 月台層 | 北行快車 | ← 不停靠 |
| P 月台層 | 南行快車 | → 不停靠 → |
| P 月台層 | 南行慢車 | ← 往灣脊區-95街 (王子街) → ← 平日往白廳街-南碼頭 (王子街) → ← 深夜及週末時經海滩往康尼島-斯提威爾大道 (王子街) → ← 深夜時經布莱顿往康尼島-斯提威爾大道 (王子街)                |
| P 月台層 | 側式月台 | |

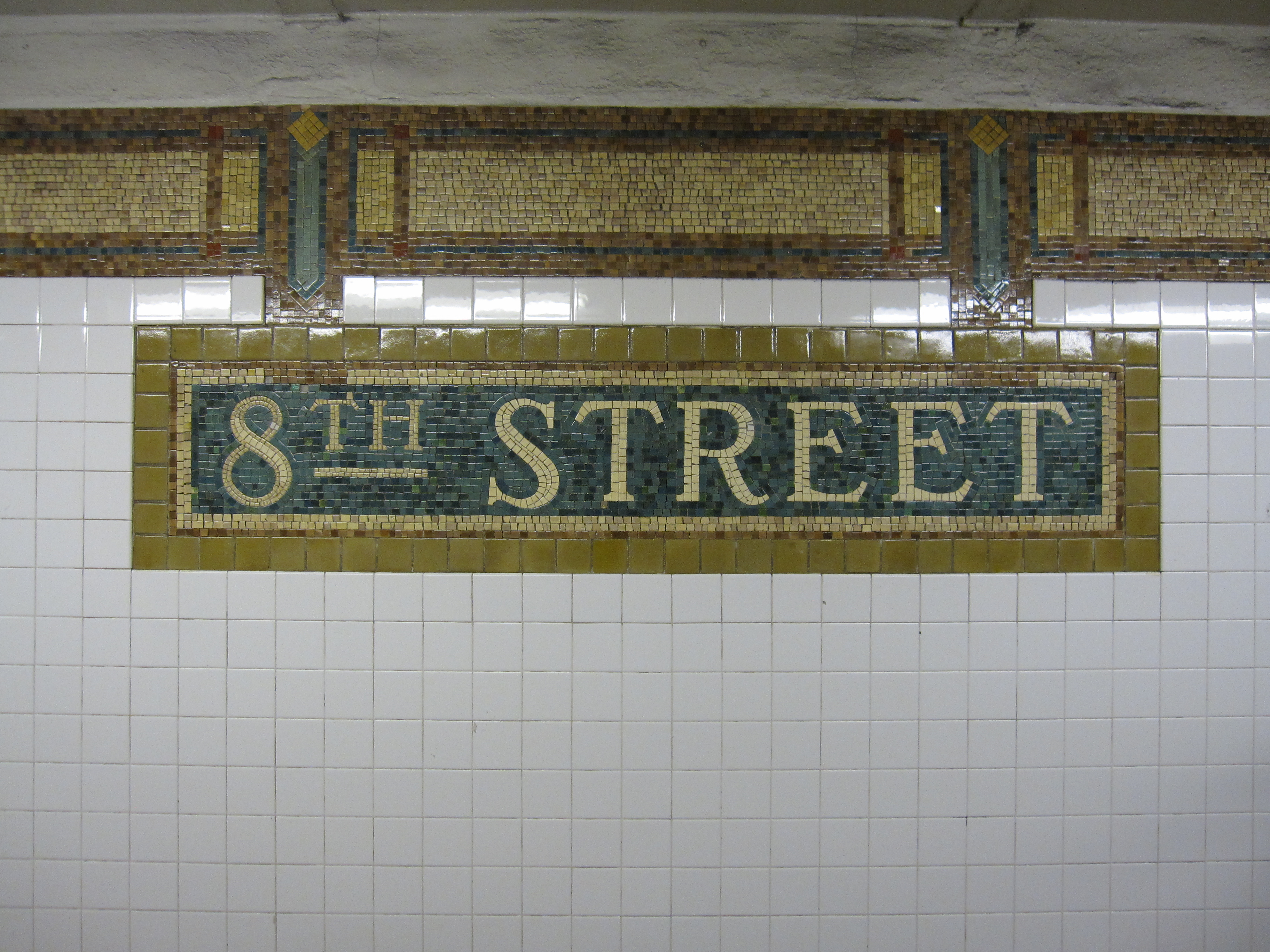
馬賽克

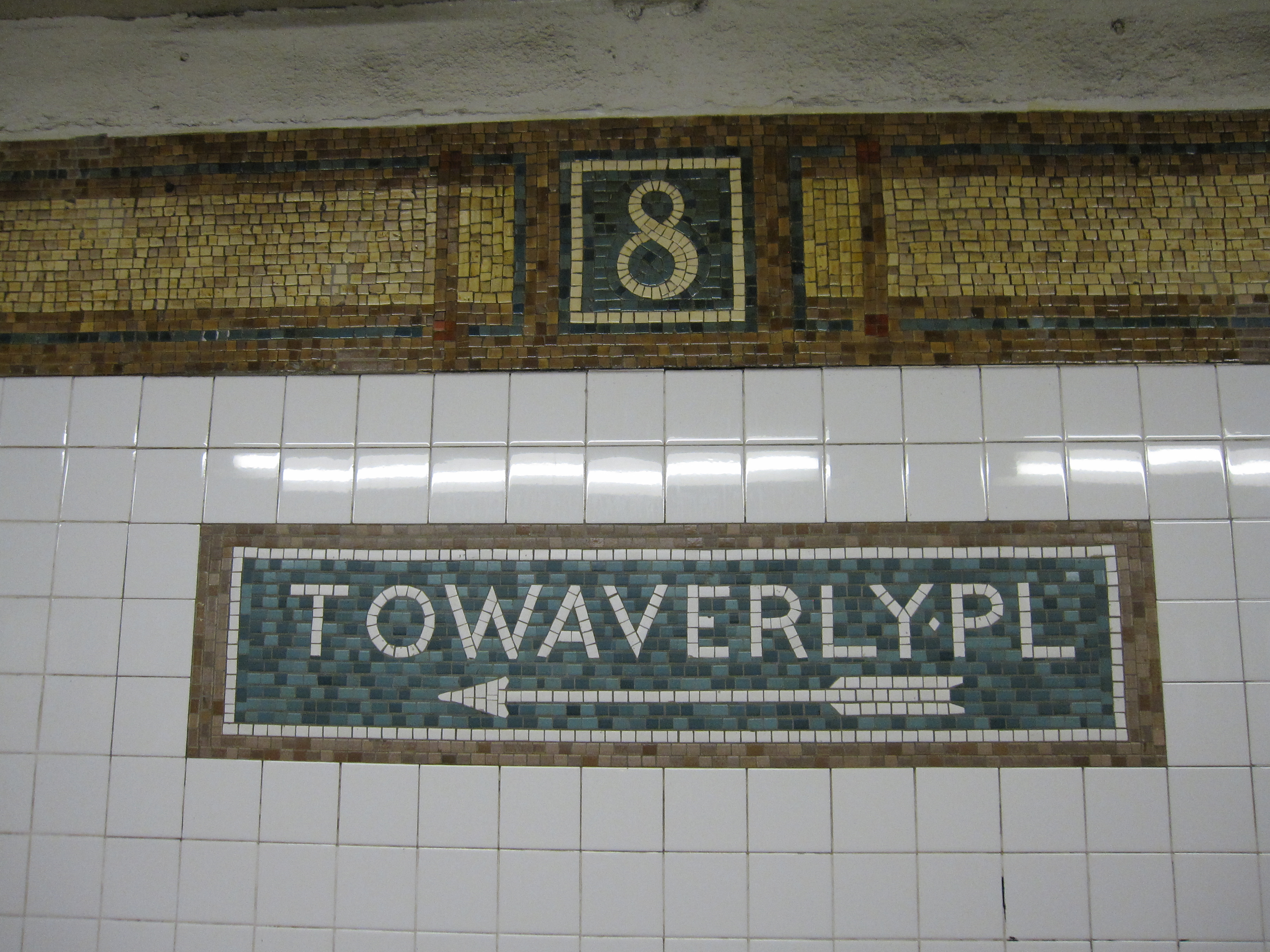
馬賽克

第八街車站在1917年9月4日啟用，設有兩個側式月台和四條軌道。內側兩條軌道是快車軌道，不停靠此站。

## 外部連結

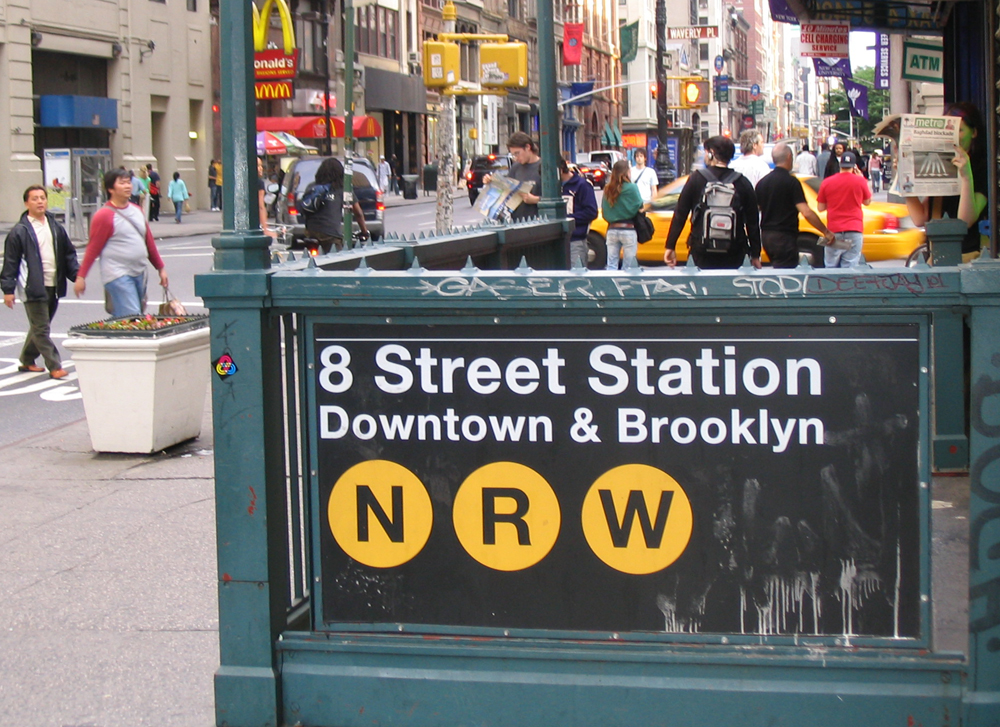
車站入口

- nycsubway.org—BMT Broadway Subway: 8th Street
- Station Reporter – N Train
- Station Reporter – R Train
- Flickr – Photo of Tim Snell's Cube mural （页面存档备份，存于）
- Wired New York Forum – Subway mosaics and their artists
- MTA's Arts For Transit – 8th Street–NYU (BMT Broadway Line)
- Eighth Street entrance from Google Maps Street View （页面存档备份，存于）
- Waverly Place entrance from Google Maps Street View
- Platforms from Google Maps Street View